# 仰望U7
仰望U7是仰望汽车推出的一款全尺寸豪華汽車。仰望U7可以進一步細分為插電式混合動力車款和純電動車款兩個款式。
2024年4月25日，仰望U7在北京车展上亮相。  2024年11月，仰望U7在广州车展上开启预售。  2025年3月27日，仰望U7在中国正式上市。 